# Allium woronowii
Allium woronowii — вид трав'янистих рослин родини амарилісові (Amaryllidaceae), поширений у західній Азії.

## Опис
Має двоколірні, бузково-рожеві квітки, які інтенсивно пахнуть ароматом гвоздики. Виростає ≈ 60 см у висоту.

## Поширення
Поширений в азійській Туреччині, Закавказзі (Азербайджан, Вірменія, Грузія), північному Ірані.